# Haghtanak
Haghtanak (in armeno Հաղթանակ?, anche chiamato Haght'anak ed Akhtanak) è un comune dell'Armenia di 1 222 abitanti (2010) della provincia di Tavush.